# Priesterloch

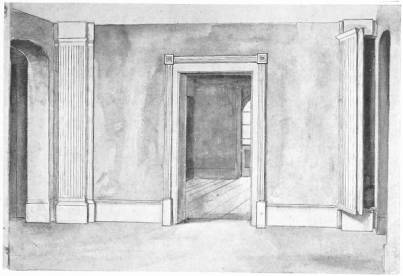
Im rechten Pilaster gibt es eine Geheimtür zu einem Priesterloch (Partingdale House, Middlesex)

Ein Priesterloch (englisch priest hole) ist ein Schlupfloch (Versteck) für Priester. Solche finden sich noch heute in älteren, ehemals katholischen Häusern in England.

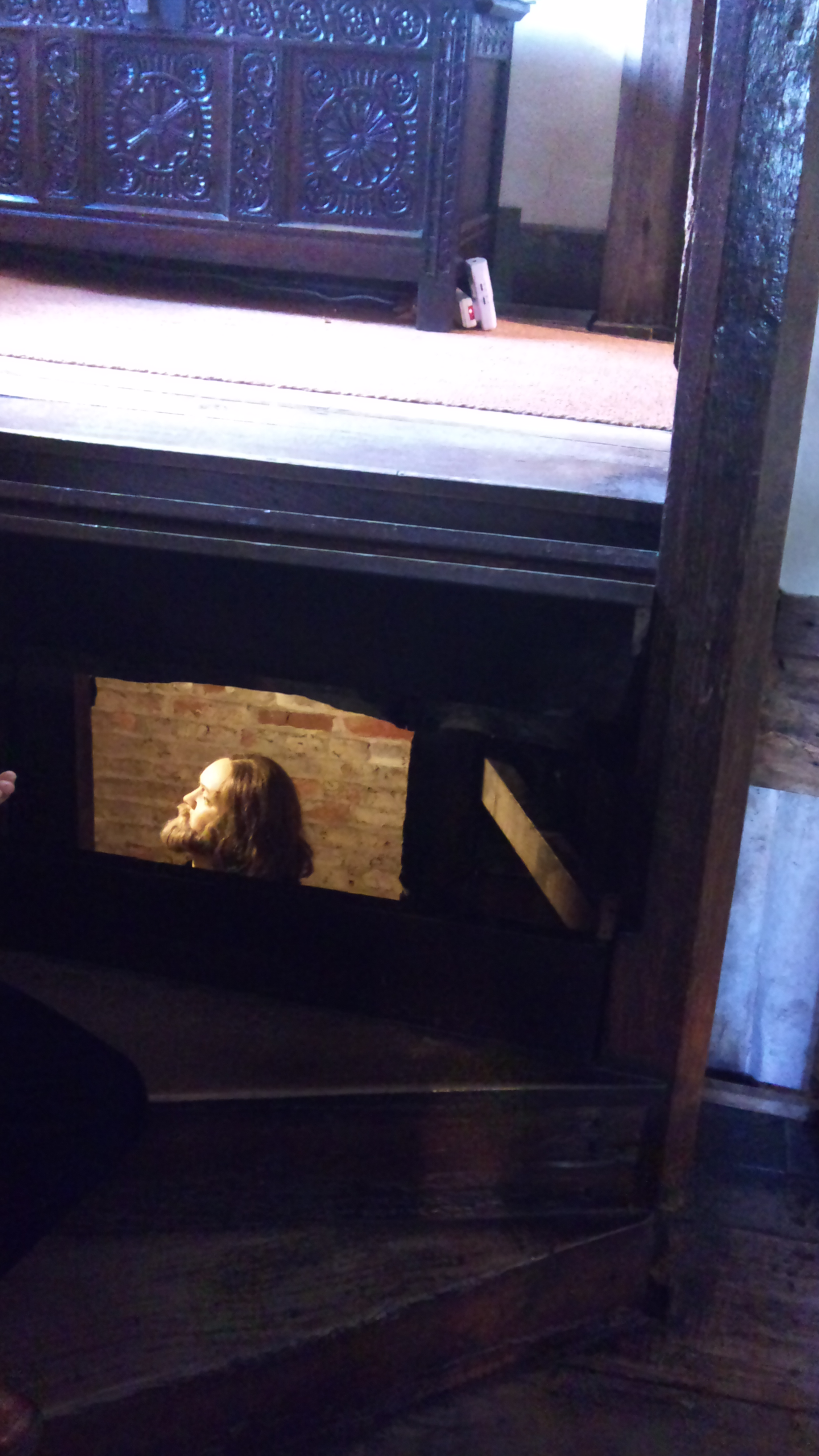
Treppe mit Priesterloch in Harvington Hall, Worcestershire, eines von sieben priest holes im Gebäude

Nachdem Heinrich VIII. die Kirche von England etabliert und den Supremat für die Krone von England reklamiert hatte, galt Katholizismus als Ungehorsam gegen den König und stand unter Hochverratsverdacht. Römisch-katholische Priester und Ordensleute wurden in England etwa ab dem Anfang der Regierungszeit von Königin Elisabeth I. im Jahr 1558 verfolgt. Die Maßnahmen gegen sie wurden verstärkt, nachdem es zu Aufständen und Unruhen gekommen war (z. B. Ridolfi-Verschwörung 1570/71, Babington-Verschwörung 1586 etc.). Teilweise dienten bereits zuvor (z. B. Exeter-Verschwörung 1538) und auch später noch fiktive Verschwörungen (z. B. Papisten-Verschwörung 1678) als Anlass für restriktive Maßnahmen gegen Katholiken.

## Anordnung von Priesterlöchern
Priesterlöcher wurden in Burgen und Landhäusern katholischer Familien in England eingebaut bzw. ausgebaut. Es waren oft spartanische, jedoch kunstvoll angelegte Verstecke und Zugänge, in die der zelebrierende Priester im Notfall schlüpfen konnte. Diese Verstecke dienten auch als Aufbewahrungsort für die heiligen Gefäße und Altar-Möbel.
Viele solcher Verstecke werden zurückgeführt auf den Maurer, Laienbruder der Jesuiten und späteren Märtyrer Nicholas Owen, der diese geheimen Orte und Zugänge konstruiert haben soll, um das Leben der Verfolgten zu schützen. In der East Riddlesden Hall war ein solches Versteck ein Teil des Schornsteins, in Ripley Castle und Harvington Hall (Worcestershire) ein Teil der Wandverkleidung. In Chesterton Hall (in der Nähe von Cambridge) war das Priesterloch ein Teil der Toilette.
Owen wurde nach dem Gunpowder Plot 1605 in Hindlip Hall, Worcestershire, gefangen genommen und im Tower of London auf der Streckbank 1606 zu Tode gefoltert. Er wurde 1970 als Märtyrer heiliggesprochen (siehe auch: Vierzig Märtyrer von England und Wales).

## Literarische Erwähnung
Priesterlöcher werden auch in der Literatur erwähnt und sind bzw. waren besonders im Bereich der Kriminalromane beliebte Sujets. So nimmt z. B. auch Agatha Christie in Poirot und der Kidnapper darauf Bezug:
Auch in Adrian Conan Doyles Erzählung "Die rote Witwe" aus "Sherlock Holmes' Nachlass" spielt ein Priesterloch eine Rolle:

## Erwähnung in Filmen
- 2017: Timeless; Staffel 1, Folge 4: Ein Fest auf Schloß Valar
- 2014: Father Brown; Folge 11: Die Geister, die ich rief
- 2013: Agatha Christie’s Poirot; Folge 68: Wiedersehen mit Mrs. Oliver
- 2012: James Bond 007: Skyfall
- 2012: Inspector Barnaby; Folge 90: Du bist tot!
- 2008: Inspector Barnaby: Folge 61: Ganz in Rot
- 2023: Inspector Barnaby: Staffel 24, Folge 1: Der Untergang des Hauses Shirewell